# VN-Bureau te Genève
Het VN-Bureau te Genève (Engels: United Nations Office at Geneva, afgekort UNOG; Frans: Office des Nations Unies à Genève) is naast het hoofdkwartier van de Verenigde Naties in New York het tweede hoofdkantoor van de VN. Het is gevestigd in het Palais des Nations in de stad Genève in Zwitserland, dat tussen 1929 en 1938 oorspronkelijk werd gebouwd voor de Volkenbond.
In Genève zijn de Mensenrechtenraad van de Verenigde Naties, het Hoog Commissariaat voor de Vluchtelingen (UNHCR) en de Europese economische commissie van de Verenigde Naties (UNECE) gevestigd.

## Externe link

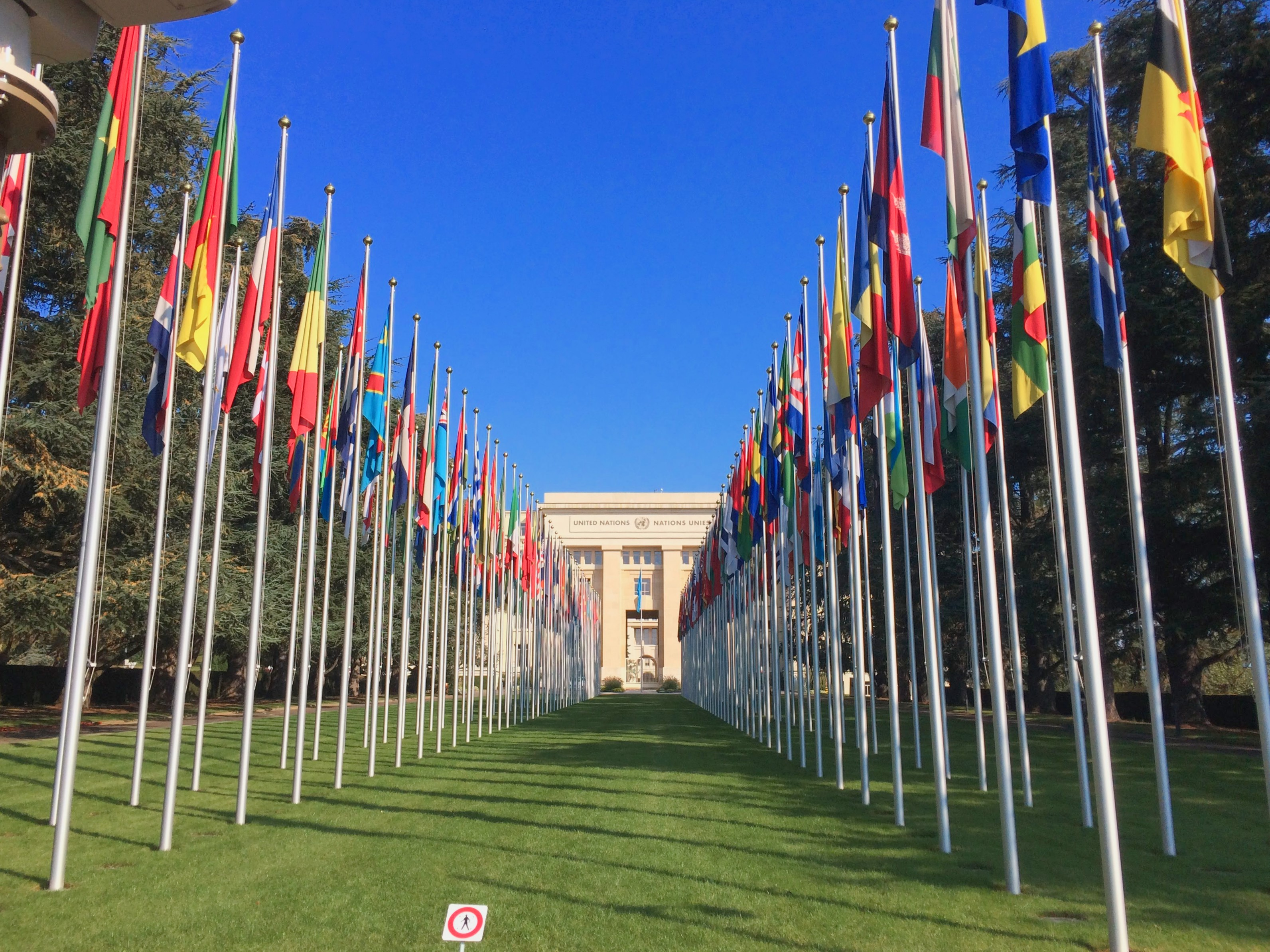
De Allée des Nations, met de vlaggen van de lidstaten